# Poker

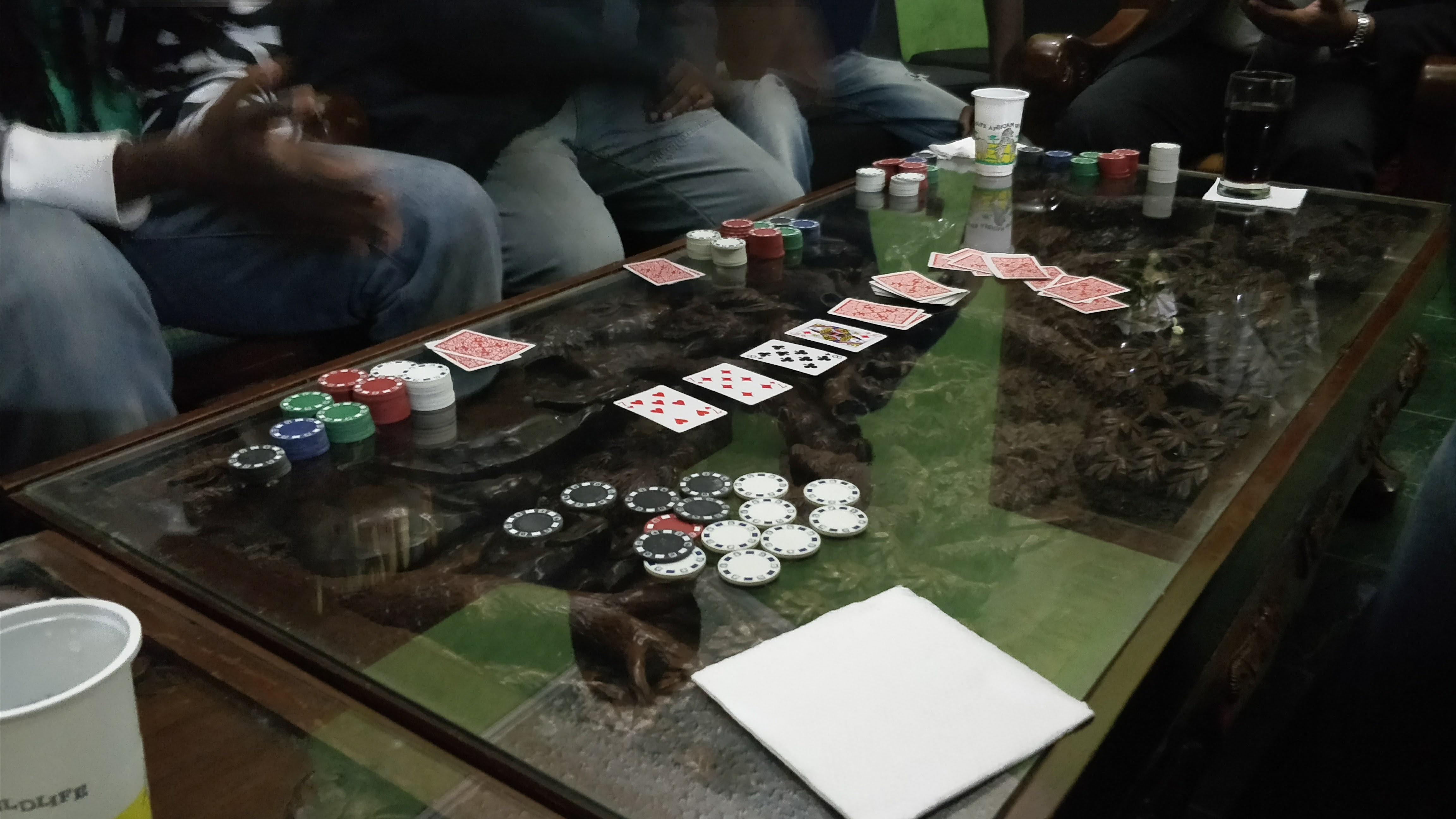
Pokerspiel

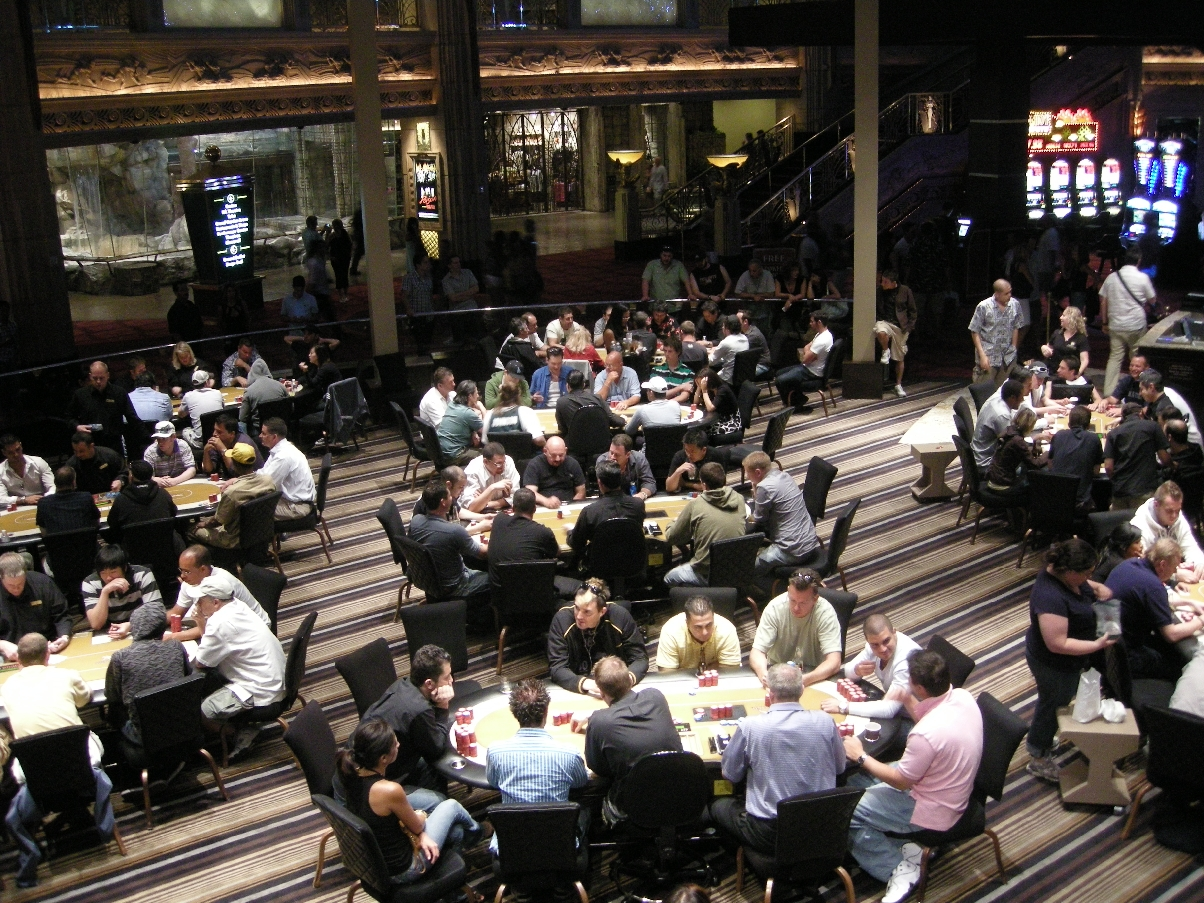
Poker Room im MGM Grand, Las Vegas

Poker ist der Name einer Familie von Kartenspielen, die normalerweise mit Pokerkarten des anglo-amerikanischen Blatts zu 52 Karten gespielt werden und bei denen mit Hilfe von fünf Karten eine Hand (Pokerblatt) gebildet wird. Dabei setzen die Spieler ohne Wissen um das (genaue) Blatt des Gegners einen unterschiedlich hohen und mehr oder weniger wertvollen Einsatz (Spielmarken, Chips, Geld etc.) auf die Gewinnchancen der eigenen Hand. Die von den Spielern eingesetzten Chips eines Spieles („Pot“) fallen schließlich demjenigen Spieler mit der stärksten Hand zu oder dem einzig Übriggebliebenen, wenn alle anderen Spieler nicht bereit sind, den von ihm vorgelegten Einsatz ebenfalls zu setzen. Dies eröffnet die Möglichkeit, durch Bluffen auch mit schwachen Karten zu gewinnen. Das Ziel im Poker ist es, möglichst viele Chips, Spielmarken oder Geld von anderen Spielern zu gewinnen.
Je nach Spielvariante hat der Spieler verschiedene Möglichkeiten, sein Blatt zusammenzustellen. Auch die maximale und die bevorzugte Spieleranzahl sind je nach Variante verschieden. In manchen gewinnt nicht die beste Hand (High), sondern die schlechteste (Low) oder der Pot wird zwischen der besten und der schlechtesten Hand geteilt (High-Low).
In Casinos werden auch Spielvarianten angeboten, in denen die Spieler nicht alle gegeneinander um einen Pot spielen, sondern jeweils einzeln gegen das Haus.
Poker wird in Deutschland rechtlich gesehen weit überwiegend zu den Glücksspielen gezählt.

## Ablauf eines Pokerspiels

Die Position der Spieler am Tisch. Die Buttons markieren die Blinds und den Dealer.

### Der Dealer
Das Mischen und Austeilen der Karten ist im privaten Umfeld die Aufgabe eines der Mitspieler, des sogenannten Dealers. In Casinos werden die Karten üblicherweise von einem Angestellten des Hauses verteilt. Die Position des Dealers unter den Spielern wird dann durch eine Spielmarke, den Dealer-Button auf dem Spieltisch markiert.

### Mindesteinsätze
Je nach Spielvariante müssen die Spieler am Spielbeginn Mindesteinsätze erbringen. Dies wird mittels Blinds oder Antes durchgeführt. Die Blinds werden von Spielern eingesetzt, die eine bestimmte Position relativ zum Dealer innehaben. Antes werden von allen Mitspielern oder, um den Ablauf zu vereinfachen, gelegentlich reihum durch einen einzigen Spieler stellvertretend für alle eingesetzt.

### Ablauf eines Spiels
Nachdem die Mindesteinsätze gesetzt wurden, erhalten alle Spieler vom Dealer ihre ersten Karten. Danach folgen eine oder mehrere Setzrunden, in denen die Spieler ihre Karten einschätzen und ihre Einsätze machen. Zwischen den einzelnen Setzrunden wird die Verteilung der Karten verändert, indem der Dealer weitere Karten verteilt, oder den Spielern Gelegenheit zum Tausch von Karten gibt. Innerhalb der Setzrunden scheiden in der Regel einige Spieler freiwillig aus (folden). Deren Einsatz verbleibt im Pot. Wenn in einer Setzrunde ein Spieler einen Einsatz macht, der von keinem der Mitspieler durch einen Einsatz in gleicher Höhe aufgewogen wird (Call), endet das Spiel. Der Spieler gewinnt den Pot; die verdeckten Karten der Spieler müssen normalerweise nicht aufgedeckt werden.
Die letzte Setzrunde ist erreicht, wenn alle im Spielschema vorgesehenen Kartenausgaben oder Kartentausche ausgeführt wurden, oder wenn die Einsätze den vereinbarten Höchstwert (Limit) erreicht haben.  Haben zwei oder mehr Spieler den gleichen Betrag gesetzt, kommt es zum Showdown: Die im Spiel verbliebenen Mitspieler decken ihre Karten auf, und der Wert der jeweiligen Hände bestimmt, wer den Pot erhält.

### Ablauf einer Setzrunde
In einer Setzrunde wetten die Spieler auf den Wert ihrer (oft noch unvollständigen) Hand. Dazu platzieren sie ihre Einsätze üblicherweise vor sich auf dem Spieltisch. Eine Setzrunde beginnt in einigen Varianten immer beim Spieler links des Dealers. In anderen Varianten kann der Beginn der Setzrunde variieren. Das Spielrecht wandert reihum mindestens genau einmal um den Tisch. Werden Erhöhungen durchgeführt, wandert das Spielrecht gerade so weit weiter, dass jeder Spieler auf die letzte Erhöhung reagieren kann. Dafür wird der erste Einsatz der Runde als Erhöhung (von Null aus) angesehen. Am Ende einer Setzrunde haben entweder alle verbliebenen Spieler nichts gesetzt, haben Einsätze in derselben Höhe gemacht oder sind alle bis auf einen Spieler ausgestiegen. Die vor den Spielern liegenden Einsätze werden am Ende der Setzrunde in den Pot gegeben.

### Mögliche Spielzüge in einer Setzrunde
Wurden in einer Setzrunde noch keine Einsätze gemacht (Blinds gelten nicht als Einsatz), so kann ein Spieler entweder schieben (checken) oder einen Einsatz (bet) machen. Haben andere Spieler bereits gesetzt oder erhöht, so kann der Spieler entweder aus dem Spiel ausscheiden (fold), selber einen Einsatz in gleicher Höhe machen (call) oder einen höheren Einsatz setzen (raise). Für die gesetzten Beträge und für die Anzahl der Erhöhungen pro Setzrunde gelten je nach Spielvariante verschiedene Mindest- und Höchstzahlen (Limit).

### Kombinationen
Eine Hand wird im Poker nach der Höhe der Kombination bewertet. Je unwahrscheinlicher eine Kombination ist, desto besser ist die Hand. Falls zwei Spieler die gleiche Kombination haben, entscheidet als letztes Kriterium die Beikarte (Kicker), wer den Pot erhält. Falls zwei Spieler allerdings die gleichen fünf Karten haben, kommt es in der Regel zu einem Split Pot; die Farben spielen dabei keine Rolle.
Die Bildung des eigenen Blattes aus nur fünf Karten wird bei den inzwischen weniger verbreiteten Draw-Varianten sowie dem Five Card Stud angewendet. Bei den verbreiteten Varianten Texas Hold’em und Seven Card Stud stellt sich der Spieler sein ebenfalls fünf Spielkarten umfassendes Blatt aus den insgesamt sieben verfügbaren Karten zusammen; daher ergeben sich bei sieben Karten höhere Wahrscheinlichkeiten für die höherwertigen Kartenkombinationen.
Bei einer Straße darf das Ass entweder am oberen Ende nach dem König oder am unteren Ende als Eins stehen. Eine Straße (Straight) von Ass bis Fünf ist also gültig, ebenso wie eine Straße von Zehn bis Ass. Round The Corner Straights (Straßen um die Ecke), beispielsweise von König bis Vier, gelten dagegen nicht. Daraus folgt, dass eine Straße stets eine 5 oder eine 10 enthalten muss.
| Name                       | Bedeutung                                       | Beispiel         | Entscheidungskriterium                | Wahrscheinlichkeit (fünf Karten) | Wahrscheinlichkeit (sieben Karten) |
| -------------------------- | ----------------------------------------------- | ---------------- | ------------------------------------- | -------------------------------- | ---------------------------------- |
| Höchste Karte (High Card)  | Keine der unteren Kombinationen                 | A♠ K♦ J♠ 7♣ 4♣   | Höhe der einzelnen Karten             | 50,12 %                          | 17,41 %                            |
| Ein Paar (One Pair)        | Zwei Karten gleichen Wertes                     | 10♠ 10♥ J♦ 8♣ 6♥ | Höhe des Paars und der Beikarten      | 42,26 %                          | 43,83 %                            |
| Zwei Paare (Two Pair)      | Zwei Paare                                      | J♦ J♠ 8♣ 8♠ A♠   | Höhe der Paare und der Beikarte       | 4,75 %                           | 23,50 %                            |
| Drilling (Three of a Kind) | Drei Karten gleichen Wertes                     | Q♣ Q♥ Q♠ A♥ 4♣   | Höhe des Drillings und der Beikarten  | 2,11 %                           | 4,83 %                             |
| Straße (Straight)          | Fünf Karten in einer Reihe                      | 7♥ 8♣ 9♦ 10♥ J♠  | Höchste Karte                         | 0,392 %                          | 4,62 %                             |
| Flush                      | Fünf Karten in einer Farbe                      | 3♠ 5♠ 8♠ 9♠ K♠   | Höhe der einzelnen Karten             | 0,197 %                          | 3,03 %                             |
| Full House                 | Ein Drilling und ein Paar                       | K♥ K♣ K♦ 9♠ 9♦   | Höhe des Drillings und Höhe des Paars | 0,144 %                          | 2,60 %                             |
| Vierling (Four of a Kind)  | Vier Karten gleichen Wertes                     | A♣ A♦ A♥ A♠ 4♠   | Höhe des Vierlings und der Beikarte   | 0,0240 %                         | 0,17 %                             |
| Straight Flush             | Straße in einer Farbe                           | 8♣ 9♣ 10♣ J♣ Q♣  | Höchste Karte                         | 0,00139 %                        | 0,028 %                            |
| Royal Flush                | Straße in einer Farbe mit Ass als höchste Karte | 10♦ J♦ Q♦ K♦ A♦  | Split Pot                             | 0,000154 %                       | 0,0032 %                           |

## Spielvarianten

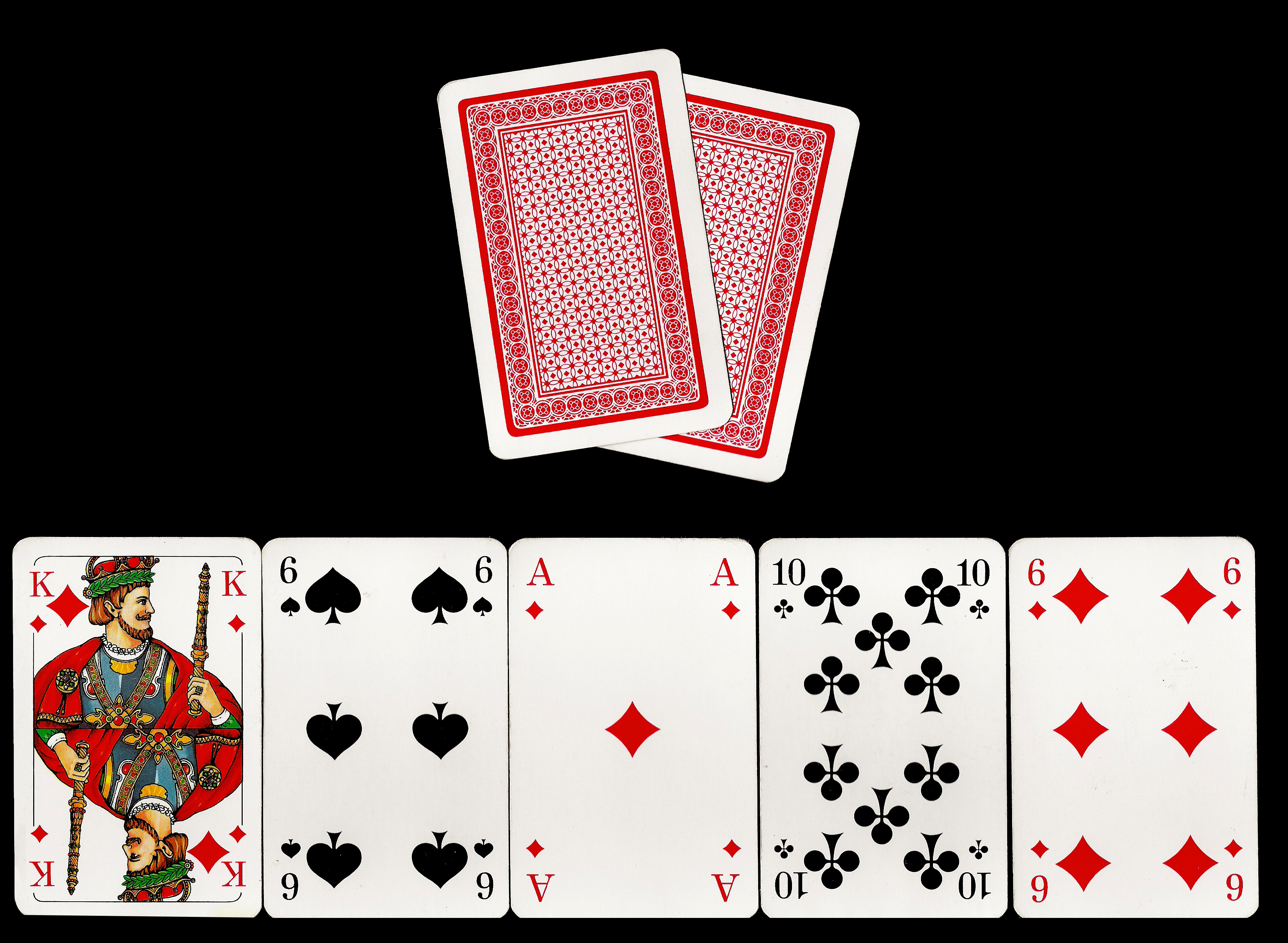
Beispiel für Texas Hold’em

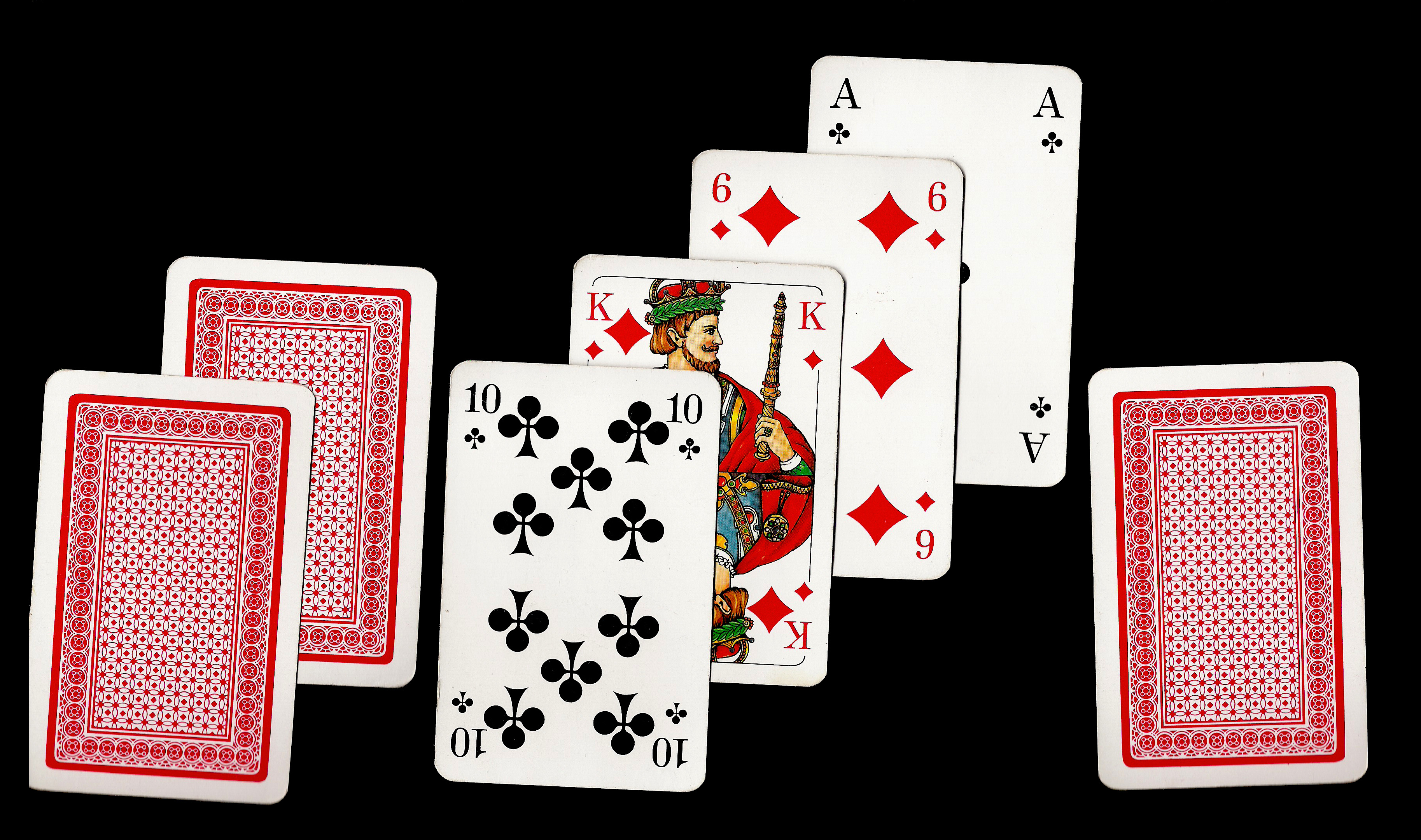
Seven Card Stud ist seit längerem beliebter als Five Card Stud

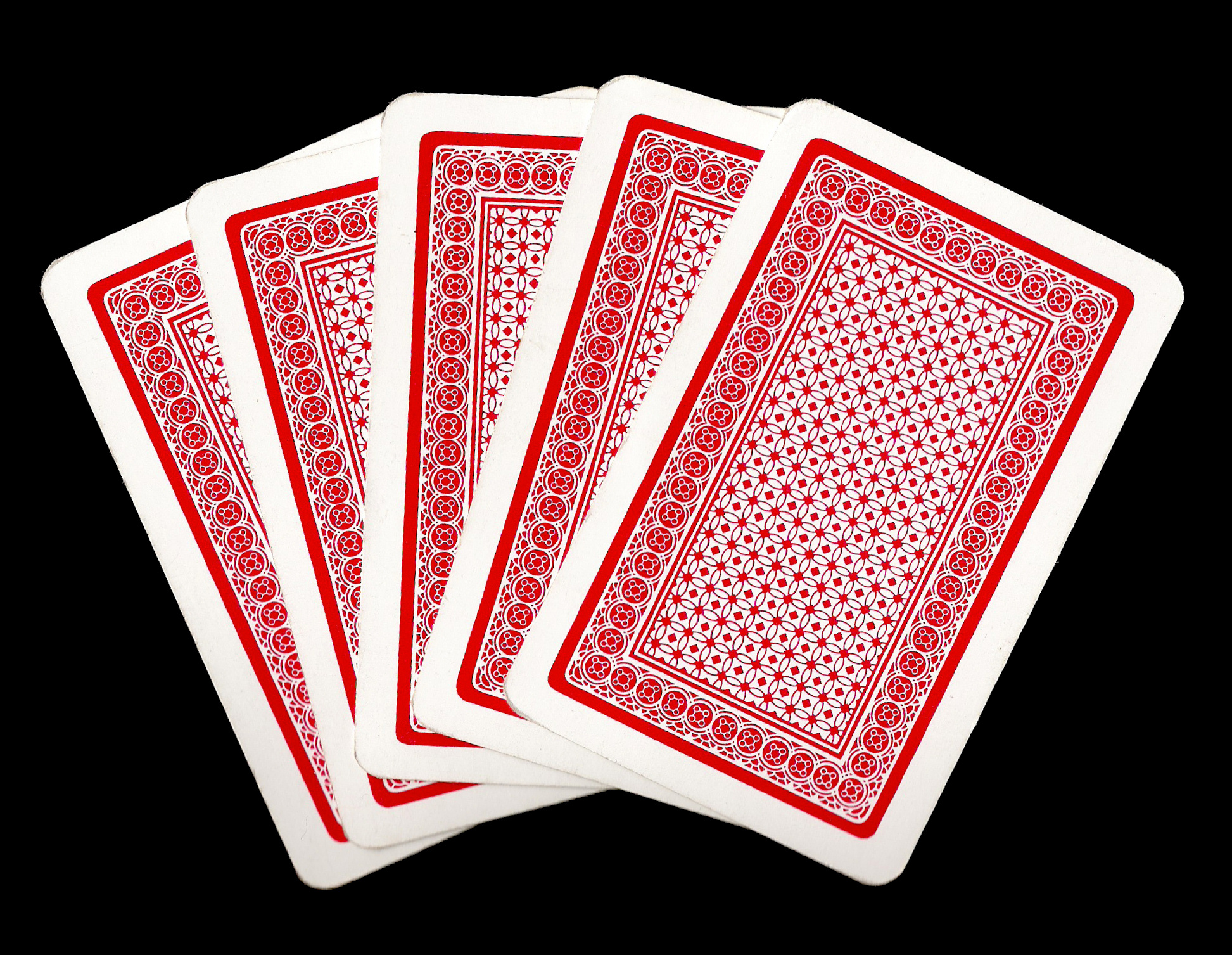
Beim Five Card Draw sieht jeder Spieler nur seine eigenen Karten

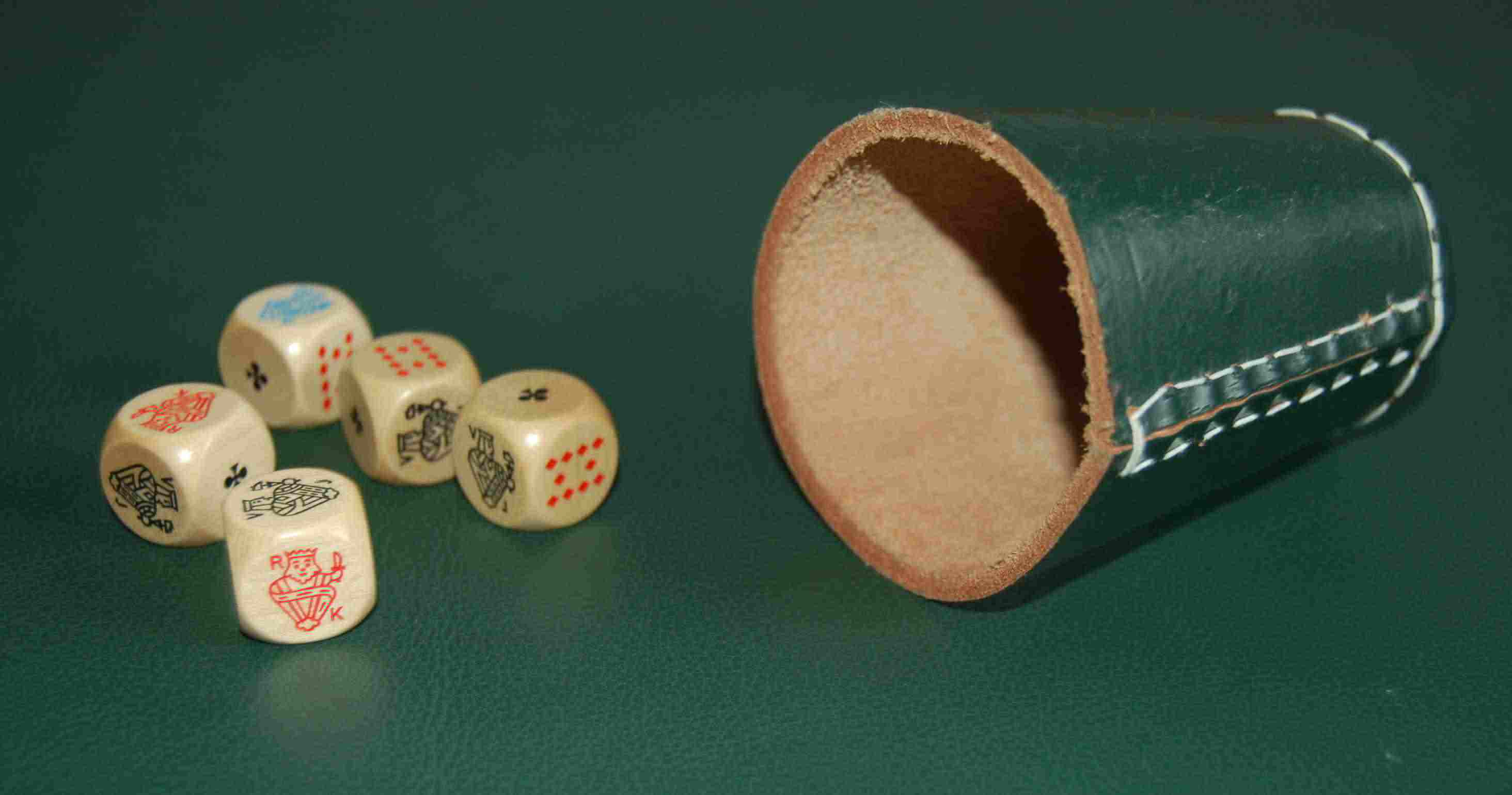
Pokerwürfel

Um eine Pokervariante vollständig zu beschreiben, müssen die Spielart, die Setzstruktur, die Blindstruktur und Wertungsvariante sowie gegebenenfalls Sonderregeln vorgegeben werden. Die Spielart legt fest, welche Karten der Spieler sehen darf und welche Karten er für die Bildung der besten Hand verwenden darf. Die Setzstruktur gibt vor, wie viel der Spieler setzen oder erhöhen darf. Die Blindstruktur bestimmt, wie der Grundstock von Einsätzen für das Spiel gebildet wird. Mit den Sonderregeln kann das Spiel auf beliebige Weise abgeändert werden.

### Grundsätzliche Spielarten
Man unterscheidet grob zwischen drei verschiedenen Kategorien des Kartenpokers.
In die Kategorie Hold’em fällt neben Texas Hold’em, das seit einiger Zeit mit Abstand die beliebteste Variante ist, auch Omaha Hold’em, die der erstgenannten Variante sehr ähnlich ist. Bei diesen und allen weiteren Hold’em-Varianten kommen im Laufe der Zeit so genannte Community Cards (dt. Gemeinschaftskarten oder engl. Board Cards), bei diesen beiden Varianten sind es fünf, auf den Tisch. Mit diesen Karten kann jeder Spieler seine Hand bilden. Zusätzlich zu diesen Karten erhält jeder Spieler zu Beginn einer Runde Hole Cards. Diese Karten sind nur für diesen Spieler ersichtlich, können also nur von diesem Spieler genutzt werden. International ist die Variante No Limit Texas Hold’em am weitesten verbreitet. No Limit bedeutet, dass jeder Spieler in jedem Zug alle seine Chips setzen kann. Speziell bei der Variante Omaha Hold’em ist das Limit Pot Limit sehr weit verbreitet. Der Grund für die Popularität von Texas Hold’em ist, dass das Spiel zwar für Anfänger leicht zu erlernen ist, es aber dennoch seine Zeit braucht, bis ein Spieler ein hohes Niveau erreichen kann.
Beim Stud Poker erhält jeder Spieler sowohl offene als auch verdeckte Karten. Ein weiteres Merkmal dieser Variante ist, dass die Position des Spielers, der die Runde eröffnet, sehr häufig wechselt. In diese Kategorie fällt neben dem Casinospiel Tropical Stud auch das weit verbreitete Seven Card Stud, welches das ältere Five Card Stud fast völlig verdrängt hat. Stud wird in der Regel immer mit Ante und Fixed Limit gespielt. Seven Card Stud war bis vor einigen Jahren meistens die einzige Variante, die in Casinos angeboten wurde. Mittlerweile offerieren aber auch immer mehr Spielbanken Texas Hold’em.
Die dritte Kategorie, das Draw Poker, wird als die Älteste angesehen. Hier erhält jeder Spieler eine, je nach Variante, festgelegte Anzahl an Karten, die er verdeckt in seiner Hand hält. Draw Poker ist die einzige Kategorie, bei der ein Spieler keine Karten des Gegners zu Gesicht bekommt. Die bekannteste Variante ist Five Card Draw. Bei dieser Variante hält jeder Spieler fünf Karten in der Hand. Er kann in mehreren Setzrunden Karten gegen unbekannte Karten tauschen, um seine Hand zu verbessern. Five Card Draw war auch lange Zeit die beliebteste, am weitesten verbreitete Variante und wurde auch in vielen Filmen thematisiert. Da die Variante im Wilden Westen sehr weit verbreitet war, findet sie sich insbesondere in Western wieder.
Weitere verbreitete Casinopokervarianten, die nicht direkt zu diesen Kategorien gehören, sind Pai Gow Poker und Easy Poker.
Poker kann auch mit Spielwürfeln gespielt werden. Pokerwürfel entstanden um 1880 in den Vereinigten Staaten. Es existiert ein Patent aus dem Jahr 1881. Pokerwürfel zeigen an den sechs Flächen die Kartensymbole Ass, König, Dame, Bube, Zehn und Neun. Das Ass liegt der Neun, der König der Zehn und die Dame dem Buben gegenüber.
Die drei grundlegend verschiedenen Formen des Würfelpoker sind Poker Dice oder Offenes Würfelpoker, Liar Dice oder Verdecktes Würfelpoker (franz. Poker menteur) und Escalero.

### Setzstruktur

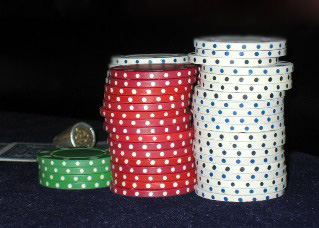
Pokerchips

Die Setzstruktur gibt an, wie viel ein Spieler setzen und um wie viel er erhöhen darf. Auch hier wird zwischen verschiedenen Variationen unterschieden.
In der No Limit-Variante darf der Spieler jederzeit seine gesamten Chips setzen, man sagt: er ist All In. Dieses Limit wird besonders häufig in den Hold’em-Varianten eingesetzt.
Die Pot Limit-Variante unterscheidet sich von dem oben genannten No Limit nur dadurch, dass höchstens soviel gesetzt werden kann, wie sich bereits im Pot befindet. Wenn ein Spieler einen Einsatz leistet, wird dieser sofort zum Pot dazu addiert.
Fixed Limit (oft auch nur Limit genannt) schreibt die Höhe der Einsätze und Erhöhungen direkt für jede einzelne Setzrunde vor. Es ist zwar möglich, dass in jeder Setzrunde das gleiche Limit verwendet wird, jedoch ist dies unüblich. Weit verbreitet ist es, dass der Grundeinsatz nach der Hälfte der Setzrunden verdoppelt wird. Eine weitere, häufig angewendete Regelung ist, dass in einer Setzrunde höchstens dreimal erhöht werden darf. Dieses Limit ist dem No Limit sehr gegensätzlich. Der Unterschied rührt daher, dass es bei dieser Variante sehr schwer ist, den Gegner aus einer Hand zu bluffen.
Spread Limit ist bei weitem nicht so verbreitet, wie die drei anderen Varianten. Hier darf nur innerhalb eines bestimmten Bereichs gesetzt oder erhöht werden.
Bei allen Limit-Varianten muss ein Spieler, der erhöhen will, den Einsatz mindestens um den Big Blind erhöhen. Bei Fixed Limit wird dies dem Spieler sogar vorgeschrieben; er muss also genau um den Blind erhöhen.
Eine Ausnahme stellt bei den Varianten No- und Pot Limit das all in dar.
Eine weitere Ausnahme bildet der sogenannte Cap, hierbei wird der maximale Einsatz eines einzelnen Spielers über alle Setzrunden auf einen festen Betrag limitiert. Effektiv wird somit der Stack der Spieler für jede laufende Hand auf den Cap limitiert. Normalerweise werden nur No Limit und Pot Limit Cash Games mit hohen Blinds bzw. Antes mit einem Cap gespielt.

### Struktur der Mindesteinsätze
Siehe auch Abschnitt Mindesteinsätze
Damit ein gewisser Druck auf die Spieler ausgeübt wird, muss sich vor dem Beginn einer Spielrunde eine gewisse Menge an Chips im Pot befinden. Je nach Variante sind die beiden Lösungen Blind und Ante verbreitet. Während Erstere nur von zwei Spielern entrichtet werden, dem so genannten Small- und Big Blind, muss das Ante von allen Spielern gezahlt werden.
Bei Hold’em-Varianten werden traditionell immer Blinds verwendet. Dem entgegen stehen sowohl Stud- als auch Draw-Varianten, bei denen fast ausschließlich Antes geleistet werden müssen. Besonders im späteren Verlauf bei großen Hold’em-Turnieren, aber auch in Cash Games, werden oftmals sowohl Blinds als auch Antes verwendet.

### Wertungsvarianten
Die Wertungsvariante gibt die Reihenfolge der Kombinationsmöglichkeiten einer Hand an.
Die klassische Variante ist High. Hier gewinnt die beste Hand, gemessen an den gewöhnlichen Kombinationsmöglichkeiten. Der Royal Flush ist also die stärkste Hand, während High Card die schwächste Kombination darstellt. High ist heute am Weitesten verbreitet.
Bei Low (auch Lowball) gewinnt nicht die nach obigen Maßstäben beste, sondern die schwächste Hand. Low ist eigentlich nur ein Überbegriff, der wiederum verschiedene Wertungsvarianten kennt.
Die am weitesten verbreitete Untervariante von Low wird Lowball ace to five genannt. Sie kennt weder Straights noch Flushes. Die niedrigste Karte ist das Ass, die eine Eins repräsentiert. Auf das Ass folgt die gewöhnliche Reihenfolge, also 2-10, gefolgt von den Bildkarten. Die beste Hand in oben angesprochener Variante ist also eine Kombination der Karten von Ass bis Fünf, die Schwächste ist ein Vierling aus Königen mit einer Dame als Kicker.
Eine weitere Untervariante ist Lowball Deuce to Seven. Hier gibt es alle gewöhnlichen Kombinationen, also auch Straights und Flushes. Das Ass gilt als höchste Karte. Die beste Hand ist also Zwei bis Sieben ohne Sechs.
Falls mehrere Spieler bei Low die gleiche Kombination haben, verliert der Spieler mit der höchsten Karte. Falls diese identisch ist, zählt die zweit-, danach die dritthöchste Karte. Falls zwei oder mehr Spieler die gleiche beste Hand halten, kommt es wie gewohnt zu einem Split Pot.
Daneben gibt es auch High/Low. Diese Variante vereint die beiden anderen Wertungsvarianten. Der Pot wird am Ende in zwei gleich große Teile aufgeteilt. Ein Teil geht wie bei High an die beste, der andere wie bei der Low-Variante an die niedrigste Hand. Es ist durchaus möglich, wenn auch unwahrscheinlich, mit einer Hand sowohl die beste Low- als auch die beste High-Hand zu halten (Scoop). Besonders die Hand Ass bis Fünf (das sogenannte Wheel) wird angestrebt, da sie sowohl eine Straight als auch die Low Nuts darstellt.
Eine andere interessante Untervariante, welche häufig in unten beschriebenen High/Low-Varianten zur Anwendung kommt, ist das sogenannte Eight or better. Um sich hierbei für eine Low-Hand zu qualifizieren, benötigt der Spieler fünf ungepaarte Karten mit dem Wert 8 als höchstem erlaubten Wert. Das Ass zählt als Eins, Flushes und Straights zählen nicht gegen den Spieler.

### Sonderregeln
Neben Home Games werden Sonderregeln des Öfteren auch bei Cash Games verwendet. Wenn bei einem solchen Spiel alle im Pot verbliebenen Spieler einen Regeländerungsvorschlag akzeptieren, wird dieser in der Regel auch angewendet.
Eine bekannte Sonderregel ist, dass ein Spieler eine Mindesthand haben muss, damit er zu Beginn setzen darf. Bei dem Casinospiel Let it Ride bekommt der Spieler erst Geld ausgezahlt, wenn er eine bessere Hand als ein Paar Zehner hat.
Ebenfalls weit verbreitet ist die Regelung, dass bestimmte Karten eines Decks zu Jokern erklärt werden. Dafür können Wildcards eingeführt werden. Dadurch wird auch ein Fünfling möglich. Diese Hand schlägt nach den gängigen Regeln sogar einen Royal Flush.
Daneben gibt es eine Reihe von modifizierten Varianten, wie etwa Royal Hold’em oder Speedpoker.

## Begriffe, Spieltheorie und Psychologie

### Fachausdrücke
Durch die Jahre haben sich für fast alle Verläufe einer Hand spezifische, meist englische, Begriffe eingebürgert. Diese Begriffe müssen meistens je nach Spielvariante differenziert werden, um korrekt verstanden zu werden. Der Grund, warum beinahe alle Ausdrücke in Englisch gehalten sind, besteht darin, dass das Spiel seine Wurzeln in den Vereinigten Staaten hat und die wichtigsten Entwicklungen dort stattgefunden haben.

### Spieltheorie
Poker diente verschiedenen Pionieren der mathematischen Spieltheorie als Beispiel. So kündigte John von Neumann bereits 1928 einen mathematischen „Beweis der Notwendigkeit des ‚Bluffens‘ beim Poker“ an. Da „das wirkliche Pokern ein viel zu komplizierter Gegenstand für eine erschöpfende Diskussion“ ist, wurden allerdings nur stark vereinfachte Modelle untersucht. Die ersten Ergebnisse, welche die Notwendigkeit und die Natur des Bluffens formal anhand eines Zwei-Personen-Poker-Modells erklärten, veröffentlichten John von Neumann und Oskar Morgenstern 1944. Auch John Nashs Dissertation aus dem Jahr 1950 an der Princeton University, für die er im Jahr 1994 zusammen mit Reinhard Selten und John Harsanyi den Wirtschaftsnobelpreis erhielt, enthält als Beispiel für seinen nicht-kooperativen Lösungsansatz (Nash-Gleichgewicht) eine 3-Personen-Version eines sehr einfachen Poker-Modells.
Die spieltheoretischen Begründungen von Entscheidungen greifen insbesondere im Onlinepoker, wo es unmöglich ist, Spielern über physische Körperreaktionen (Augen, Hände, verbales Verhalten etc.), auch Tells genannt, anzusehen, ob sie gute Karten haben oder nicht. Das klassische Werk, in dem Poker spieltheoretisch analysiert wird, ist The Theory of Poker von David Sklansky. Aus theoretischer Sicht ist es in jeder Situation optimal, die Entscheidung mit dem höchsten Erwartungswert zu treffen, das heißt die Entscheidung, die einem im Mittel die meisten Chips bzw. das meiste Geld einbringt. Beispielsweise ist eine Entscheidung, bei der man in 10 Prozent der Fälle 15 € gewinnt und in 90 Prozent der Fälle 1 € verliert, klar einer anderen Spielweise vorzuziehen, in der man in 50 Prozent der Fälle 10 € verliert und in den anderen 50 Prozent 10 € gewinnt. Dafür ist es wichtig, das Konzept der Pot Odds verstehen und anwenden zu können.
Wichtig ist ferner, die eigene Position bei Entscheidungen zu berücksichtigen. Eine von mathematischer Seite besonders weit erschlossene Pokerform stellen Turniere der Form Sit and Go dar. Für deren Spätphase, in der die Chips der Spieler klein sind gegenüber den Blinds, existiert mit dem Independent Chip Model ein mathematisches Modell, mit dessen Hilfe Entscheidungen getroffen werden können.

### Psychologische Komponente
Ein guter Spieler kann durch das Beobachten der anderen Spieler erahnen, mit welcher Strategie der Gegner spielt. Er achtet auf das Setz- und Spielverhalten sowie auf das Tempo, mit dem Entscheidungen getroffen werden.
Neben dem Beobachten der Spielweise kann man auch an dem Verhalten der Spieler Zeichen erkennen, die auf die Stärke der Hände hinweisen (so genannte Tells). So sagt man, dass ein langes Betrachten der Karten ein Zeichen für eine starke Hand sei.
Außerdem kann man erkennen, ob ein Spieler nervös ist. Um dies festzustellen, beobachten die Spieler die Körperhaltung, die Augen, das Gesicht und die Hände der Gegenspieler.
Wenn ein Spieler absolut keine Informationen über tells preisgibt, also beispielsweise keine Nervosität zeigt, spricht man von einem Pokerface. Dies erfordert eine sehr starke Disziplin. Deshalb benutzen viele professionelle Pokerspieler unter anderem Sonnenbrillen, um die Augen zu verdecken. Weitere Methoden sind, die Karten nur möglichst kurz anzusehen und über Kopfhörer Musik zu hören, um sich abzulenken.
Wenn Spieler ihre noch vorhandenen Chips zählen, zeigt dies oft, dass sie zwar nur noch wenige besitzen, aber dennoch diese Hand spielen wollen. Andere führen Tricks mit den Chips vor, um ihre Gegner abzulenken.
Außerdem geben einige Spieler Ratschläge für andere Spieler oder kommentieren die aufgedeckten sowie die eigenen Karten. Einige Spieler provozieren die Gegner sogar durch harte verbale Attacken.
Wenn man erkennt, in welchen Situationen und wie die Spieler reden, kann man daraus ebenfalls einen Vorteil ziehen. Mit dieser Methode kann man seine Gegner verunsichern. Um die eigene Sicherheit zu zeigen, bestellen sich einige Spieler, nachdem sie all in gegangen sind, ein Getränk, um anzudeuten, dass sie noch lange am Tisch sitzen werden.
Gute Spieler beherrschen diese Methoden und können sie variabel, also auch dann, wenn sie eigentlich unüblich sind, einsetzen.
In den meisten Onlinecasinos werden deshalb Chats angeboten. Dort kann der Spieler aber nicht die Mimik der Gegner lesen, sondern nur das gespielte Verhalten und die Strategie deuten.

## Geschichte und Etymologie

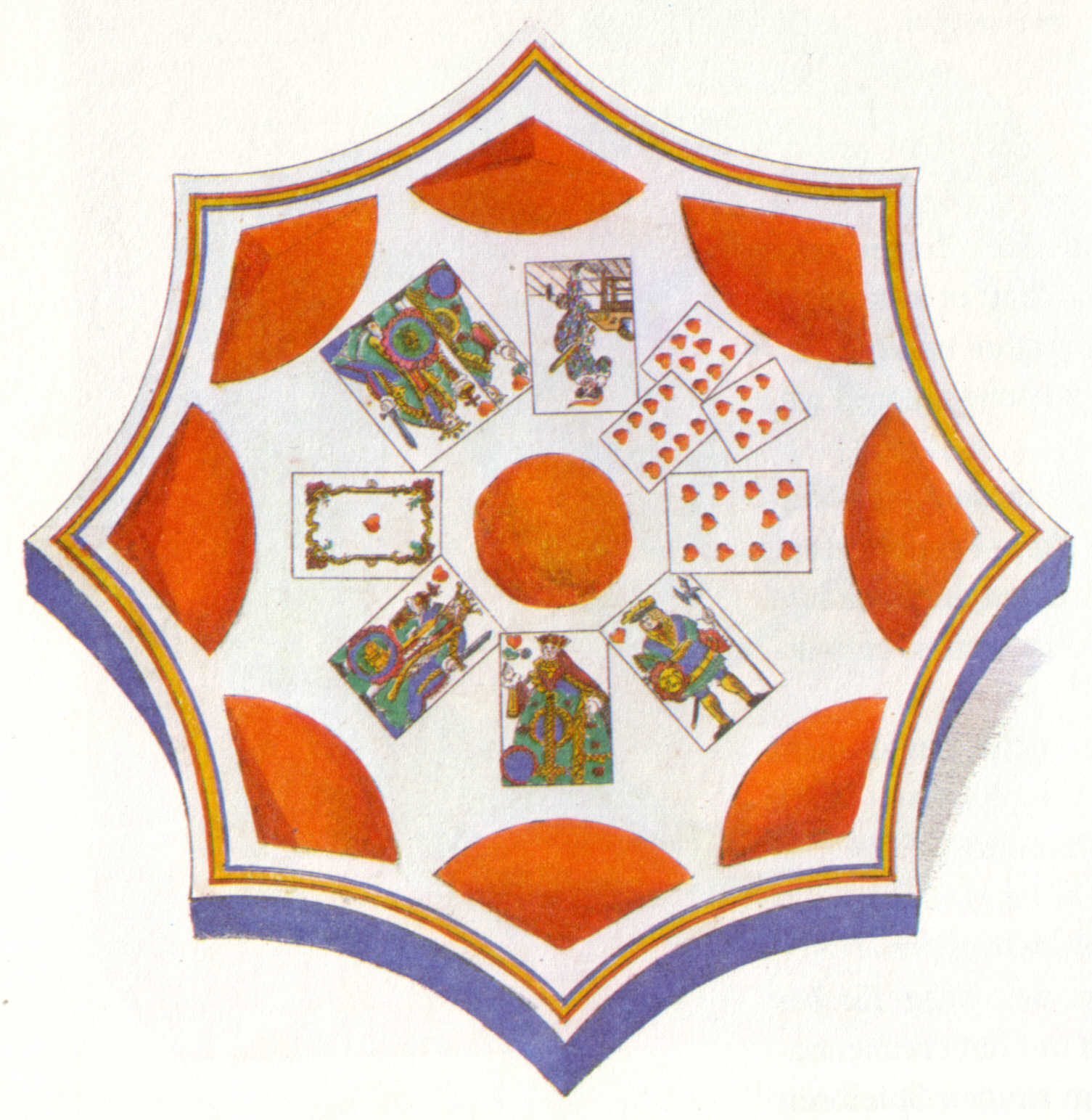
Ein Pochbrett aus dem 19. Jahrhundert

### Vorläufer
Als ältester Vorläufer des Pokerspiels wird häufig das persische Kartenspiel As-Nas genannt, doch ist diese Behauptung mit Sicherheit falsch. Tatsächlich sind in erster Linie das deutsche Poch oder französische Poque als frühe Formen des Pokerspiels anzusehen. Weitere Vorläufer sind das im 16. Jahrhundert verbreitete Primero (span. oder ital.: Primiera und franz.: Prime). Weitere Spiele, die die Entwicklung des Pokers beeinflusst haben, sind das englische Brag und das französische Bouillotte (Brelan) und Belle, Fluss und Einunddreißig.
Die Namen Poch und Poque leiten sich vom Verb „pochen“ ab, welches auf Englisch to poke heißt. Daraus entwickelte sich in weiterer Folge der Name Poker; dieser ist allerdings erst im Jahre 1836 nachgewiesen.

### Frühe Entwicklungen
Das Spiel wurde um 1829 von französischen Siedlern nach New Orleans in die Vereinigten Staaten gebracht. Der englische Schauspieler Joseph Crowell berichtete zu dieser Zeit, dass das Spiel mit einem Paket zu 20 Karten von vier Spielern gespielt worden ist. Die Spieler setzen auf die vermeintlich beste Hand. Von dort ausgehend, breitete sich das Spiel vor allem über Mississippi-Dampfschiffe über den gesamten Osten des Landes aus. Jonathan E. Green warnte 1834 als erster schriftlich vor dem Kartenspiel. Er bezeichnete es als Schummelspiel, das viele Siedler ihr ganzes Vermögen kostete.
Während des Goldrausches Mitte des 19. Jahrhunderts breitete sich das Spiel im Westen der Staaten aus. Nachdem sich das Spiel über die ganze USA ausgebreitet hatte, wurde einheitlich mit einem Paket zu 52 Karten gespielt. Zusätzlich dazu wurde der Flush eingeführt.

### Entwicklung der Varianten
Viele Pokervarianten, wie Stud Poker oder Draw Poker, wurden zum ersten Mal während des Sezessionskrieges (1861–1865) gespielt. In dieser Zeitspanne wurde auch das Straight als Hand aufgenommen.
Die jüngste Gruppe stellen die Hold’Em-Varianten dar. Die älteste Poker-Variante mit Community Cards ist Spit in the Ocean, sodass die Hold’Em-Varianten in der Literatur oft unter der Bezeichnung Spit Poker zusammengefasst erscheinen. Spit in the Ocean ähnelt freilich mehr dem klassischen Five Card Draw als dem modernen Texas Hold’em. Eine engere Verwandtschaft besteht zwischen den modernen Hold’em-Spielen und Cincinnati, einer der unzähligen Dealer's-Choice-Varianten. Interessanterweise findet sich eine Beschreibung des Texas Hold’em im „Hoyle“ von 1983 (A. Morehead und G. Mott-Smith) unter dem Namen Omaha. Den großen Boom erlebten die Hold’em-Varianten erst in den späten 1990er Jahren, als diese Varianten von den Casinos favorisiert wurden.

### Pokerboom

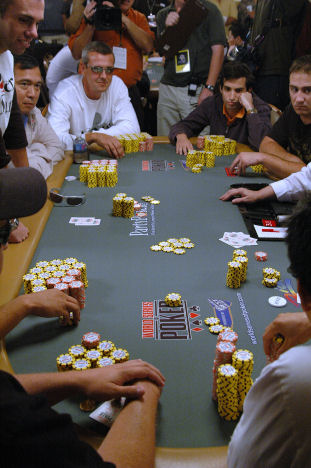
Tisch bei der WSOP 2006

Einen Aufschwung in der Beliebtheit erlebte Poker bei Beginn der World Series of Poker Anfang der 1970er Jahre. Davor galt es als reines Glücksspiel, ohne strategische Elemente. Dieses verbreitete Bild wurde dadurch bestärkt, dass es in früherer Zeit, besonders im 19. Jahrhundert, des Öfteren zu handgreiflichen Auseinandersetzungen aufgrund von Betrügereien kam, die auch blutig enden konnten.
Der Pokerboom fand mit dem Gewinn des Amateurspielers Chris Moneymaker bei der WSOP 2003 seinen Anfang und wurde in seinem Ausmaß durch die Entwicklung des Onlinepokers möglich. So haben sich die Teilnehmerzahlen für dieses Turnier in den folgenden drei Jahren auf über 8000 Spieler (im Jahr 2006) verzehnfacht. Das prozentuale Wachstum des Marktes ist in den europäischen Ländern hoch, die traditionell keine Affinität zum Pokern besaßen, so auch in Deutschland. Eine weitere Entwicklung ist, dass immer mehr Spieler, auch Anfänger, über das Internet Poker spielen. Die Anbieter fördern dies zusätzlich mit intensiven Werbemaßnahmen.
Der Boom hat zur Folge, dass immer mehr Pokersendungen, hauptsächlich Turniere, im deutschsprachigen Fernsehen übertragen werden. Um den vielen Anfängern den Einstieg in das Spiel zu vereinfachen, produzieren viele Unternehmen Pokersets, denen das wichtigste Zubehör beiliegt; ebenso hat sich ein Markt für Pokertische etabliert. Diese Veränderungen haben dazu beigetragen, dass Poker in Deutschland in den letzten Jahren „salonfähig“ geworden ist und von vielen gespielt wird.

### Gesellschaftliche Entwicklung
Poker hatte lange Zeit einen sehr schlechten Ruf als Glücksspiel und wurde vor allem mit Kartenhaien und Falschspiel in Verbindung gebracht. Während der Entstehungszeit des Pokers im 19. Jahrhundert wurde es meist von Berufsspielern verbreitet, die Neulinge und Amateure durch überlegene Beherrschung des Spiels, teilweise durch Betrug, um ihren Einsatz brachten.
Tatsächlich ist die Verteilung der Karten zufällig, doch durch die freie Entscheidung der Spieler darüber, wann und wie viel sie setzen, ergibt sich eine starke strategische und psychologische Komponente. Gute Spieler verstehen es, durch Kenntnis der Wahrscheinlichkeiten und Beobachten der anderen Spieler schlechte Hände frühzeitig aufzugeben, Verluste gering zu halten und Gewinne zu maximieren.
Bei einzelnen Turnieren, wie der World Series of Poker, spielt das Glück weiterhin eine Rolle, da durch die Setzstruktur relativ kurze Spiele mit wenigen Händen erzwungen werden – mittlerweile gilt es als nahezu ausgeschlossen, dass sich ein Spieler zweimal in Folge durchsetzen kann.
Trotzdem waren es diese Turniere, ebenso wie eine immer weitere Verbreitung freundschaftlicher Pokerrunden (zuerst in den USA, inzwischen auch in Europa), die die strategischen Aspekte des Spiels bekannter und es damit salonfähig machten. In jüngster Zeit werden immer öfter Pokerturniere im Fernsehen übertragen – dadurch wird die Bekanntheit und Akzeptanz in der Bevölkerung erhöht. Dies liegt im Interesse der Onlinepoker-Anbieter, die sowohl die Turniere als auch die Fernsehübertragungen mitfinanzieren.

## Gefahren
Wie fast jedes Spiel, das Glücksspielaspekte mit einem Geldeinsatz verbindet, birgt auch Poker Abhängigkeitsrisiken.
Die weite Verbreitung und die einfachen Regeln geben Anfängern den Eindruck, dass es nicht schwer sei, Gewinn zu machen. Dieser Eindruck wird durch die scheinbar geringen Einsätze vor allem in Onlinecasinos unterstützt. Das Ziel des Anbieters ist es, einen potentiellen Spieler anzulocken. Einmal im Spiel, können sich die kleinen Einsätze zu beachtlichen Summen addieren.
Allgemein gilt die Regel, dass der Spielbetreiber einen festgelegten Anteil jedes Pots erhält. Das kann bei langen, ausgeglichenen Spielverläufen dazu führen, dass alle Spieler am Ende einer Sitzung verloren haben.
Speziell beim Onlinespiel gibt es eine weitere Gefahr, nämlich das Fehlen jeglicher sozialer Kontrolle, sei es durch menschliche Mitspieler oder Kasinoangestellte.

## Verbreitung

### Homegames

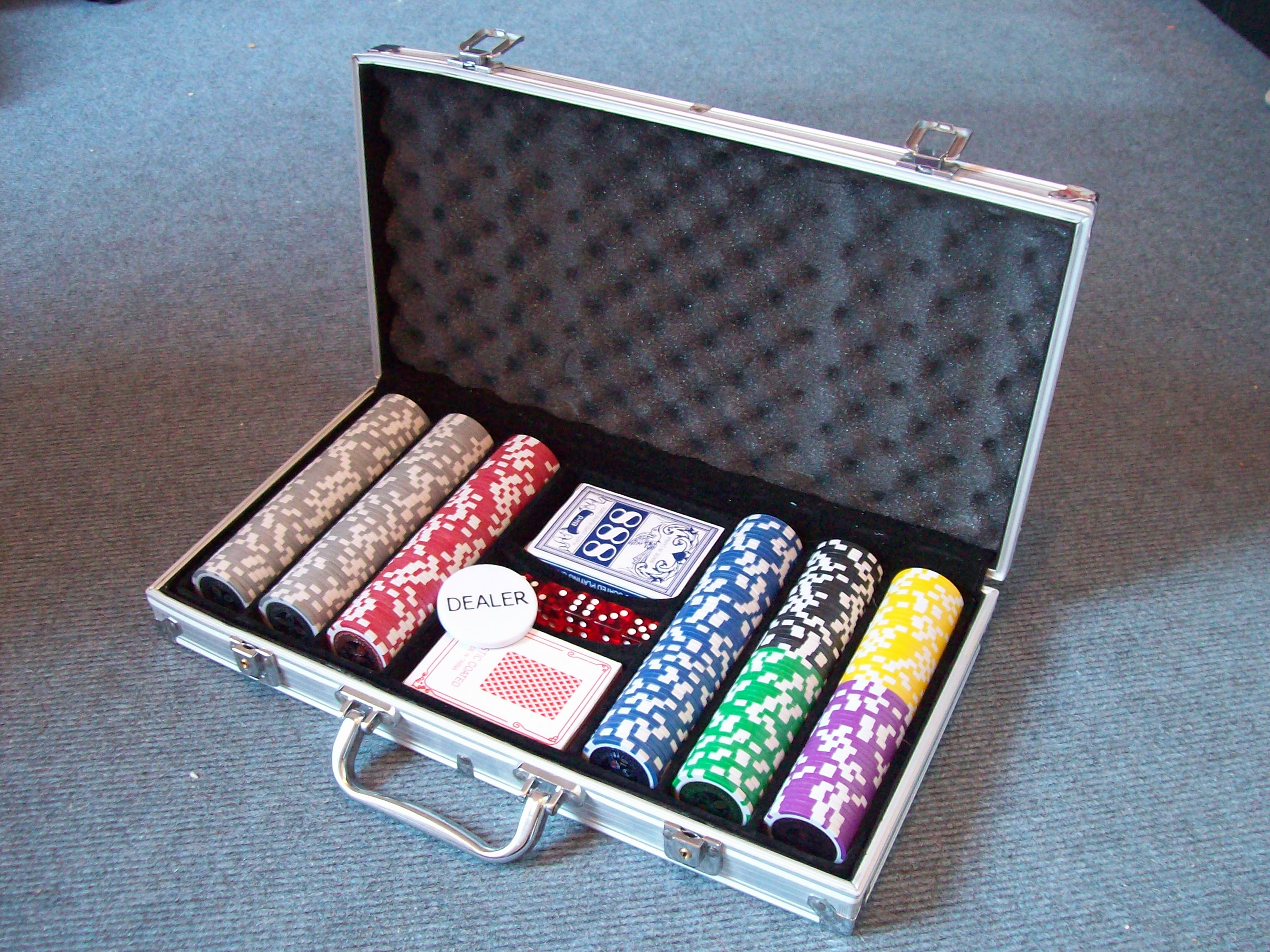
Ein Pokerkoffer für Homegames

Unter diesem Begriff werden Spielrunden von Bekannten oder Freunden verstanden, die vorwiegend zur Unterhaltung spielen. Insbesondere in den USA treffen sich Freunde oder Kollegen regelmäßig zum Spielen. Poker nimmt hier eine ähnliche Stellung wie Skat oder Doppelkopf in Deutschland ein. Im Zuge des Pokerbooms der letzten Jahre werden Homegames in Deutschland beliebter.
In Homegames wird im Allgemeinen auch um Geld gespielt, allerdings meist um wesentlich geringere Beträge als in Casinos üblich.
In den privaten Spielrunden werden oft andere Spielvarianten als in Casinos gespielt. Weit verbreitet sind Draw Poker. Oft werden die Spielregeln um Sonderregeln erweitert. Eine besondere Form ist es, dass der Geber die Spielvariante und die Sonderregeln bei jedem neuen Spiel festlegt. Durch die Fernsehübertragungen ist Texas Hold’em eine beliebte Variante für Homegames geworden.
Homegames können in der Turniervariante gespielt werden, Gewinner ist der Spieler, der am Ende alle Chips gewonnen hat, oder als Cash Game wo einkaufen möglich ist, wenn die Chips verloren wurden.

### Öffentliche Pokerräume
Anders als in Deutschland ist es in einigen Bundesstaaten der USA, etwa in Kalifornien, möglich, ohne Glücksspiellizenz eine professionelle Umgebung für das Pokerspielen anzubieten. In diesen öffentlichen Pokerräumen werden Tische mit Geber für verschiedene Pokervarianten bereitgestellt. Der Geber mischt und gibt die Karten, ermittelt den Gewinner und verteilt den Gewinn.
Die öffentlichen Pokerräume finanzieren sich meist genauso wie Spielbanken über einen Anteil am Pot, den so genannten Rake, der vom Geber in jeder Runde eingesammelt wird. Alternativ wird von jedem Spieler regelmäßig ein bestimmter Geldbetrag eingesammelt, dies kann in bestimmten Zeitabständen, z. B. einer halben Stunde oder, wenn der Spieler eine bestimmte Position einnimmt, z. B. wenn er eigentlich Geber wäre, erfolgen.
In öffentlichen Pokerräumen sind die gleichen Spielvarianten wie in den Casinos verbreitet, in den USA also vor allem Texas Hold’em und Seven Card Stud.
Wie in Casinos auch gehören bestimmte Verhaltensweisen in öffentlichen Pokerräumen zum guten Ton. Dazu gehört unter anderem das so genannte Toke. Dies ist ein Trinkgeld für den Geber bei einem hohen Gewinn, wie es auch beim Roulette mit einem Plein üblich ist.

### Casinos

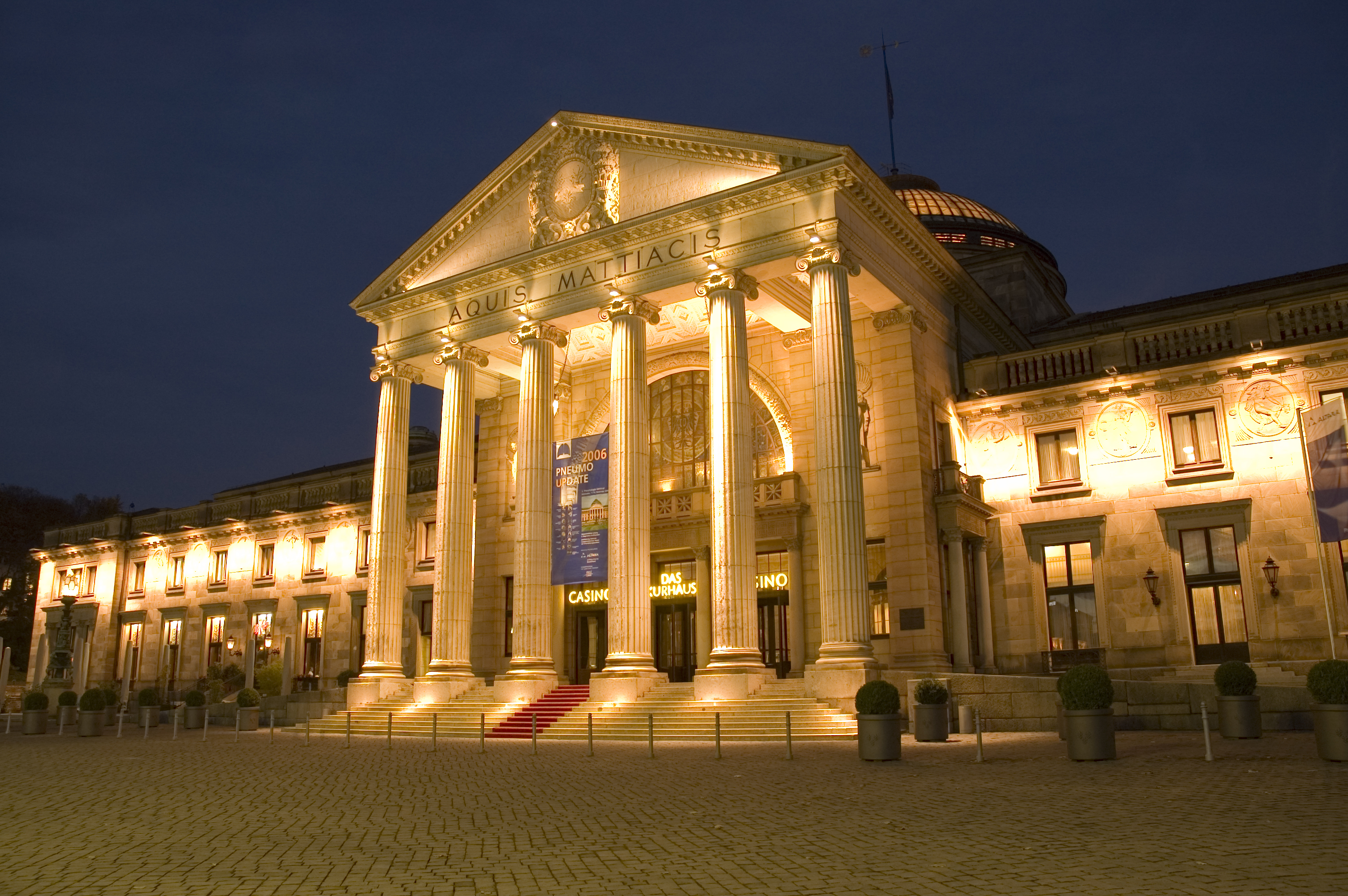
Das Kurhaus Wiesbaden, in dessen ehemaligem Weinsaal der Pokerraum untergebracht ist

Spielbanken sind in Deutschland die einzigen legalen Anbieter von Pokerspielen um Geld. Früher wurde Poker nur in wenigen Spielbanken angeboten, mittlerweile bieten jedoch die meisten auch Poker an. Sie finanzieren sich genauso wie die öffentlichen Pokerräume. Auch die Regeln sind gleich.
In Casinos wird meist nur eine begrenzte Anzahl von Pokervarianten angeboten. In Europa war Seven Card Stud lange Zeit die am häufigsten, manchmal auch einzige, angebotene Variante. Im Zuge des Pokerbooms durch die Fernsehübertragungen wird aber auch Texas Hold’em immer häufiger angeboten.
Casinos sind die wichtigsten Anbieter von Turnieren. So werden alle Turniere der wichtigsten Turnierserien (World Series of Poker, World Poker Tour und European Poker Tour) in Casinos ausgetragen. Die World Series of Poker wurde 2007 in Las Vegas, NV im Rio ausgetragen, die European Poker Tour im Casino Baden im September 2007. Die Kosten für Geber und Räumlichkeiten werden durch eine Gebühr zusätzlich zum Einsatz, den jeder Spieler zahlen muss, gedeckt. Die Gebühr beträgt meist 10 Prozent des Einsatzes, bei geringen Einsätzen können die Gebühren aber deutlich höher liegen. Aus den Einsätzen werden die Preisgelder bezahlt.
Mittlerweile gibt es auch in Deutschland von verschiedenen Anbietern organisierte Amateurturniere in mehreren deutschen Städten, gespielt wird dabei ausschließlich um Sachpreise, die sich nicht aus den Antrittsgebühren der Spieler, sondern nur durch Sponsoren finanzieren dürfen.
In Österreich ist Pokern, das hier erst seit wenigen Jahren als Glücksspiel gilt, seit 1. Januar 2020 nur mehr in Spielbanken erlaubt, also den teilstaatlichen Casinos Austria vorbehalten. Im Glücksspielgesetz eine eigene Pokerlizenz auszuschreiben wurde vom Gesetzgeber entgegen Ankündigungen nicht realisiert. Peter Zanoni betrieb seit 1993 bis zu etwa 13 Pokercasinos – überwiegend in Österreich und je eines in Prag und Bratislava – durch die Firmen CBA Spielapparate- und Restaurantbetriebs GmbH (bis Juni 2015), Montesino und Concord Card Casinos (CCC-Gruppe). Zanoni kämpfte erfolglos (Entscheidung des VwGH mit Stand Februar 2016) gegen die Kriegsopferabgabe des Landes Vorarlberg auf den Spieleinsatz und sieht eine Ungleichbehandlung gegenüber den Casinos Austria. Die Stadt Bregenz schreibt weiter Vergnügungssteuer vor. Anfang Februar 2016 wurde über CBA ein Konkursverfahren eröffnet, Zanoni betrieb dann die Casinos über die Montesino Gruppe weiter. Zanonis Konzession (Gewerbeberechtigung) galt nur bis Ende 2019. Nach Razzien schloss Zanoni mit 31. Januar 2020 seine etwa 12 Betriebe in Österreich, mit denen er mit rund 600 Mitarbeitern 30 Mio. Euro Jahresumsatz machte. Die kleineren Mitbewerber schlossen ebenfalls zum Jahreswechsel 2019/20. Das Anbieten von Pokern ist in Österreich ab 2020 an eine Spielbankenkonzession gebunden und damit nur den Casinos Austria vorbehalten.

### Onlinepoker
Im Zeitalter von Computer und Internet wird auch das Pokerspielen über das Internet immer beliebter. So spielten nach Angabe von casinoportalen.de Anfang 2007 eine Viertelmillion Deutsche regelmäßig Poker gegen andere menschliche Spieler über den Computer. Die Gründe dafür sind vielschichtig. So ist es speziell für Anfänger sehr einfach, die Regeln zu lernen und erste Erfahrungen zu sammeln. Da fast alle Pokerräume auch Tische anbieten, bei denen um Spielgeld gespielt wird, besteht auch nicht die Gefahr, Geld gegen erfahrene Spieler zu verlieren. Professionelle Spieler schätzen dagegen die Möglichkeit, an mehreren Tischen zur gleichen Zeit zu spielen, und damit die Möglichkeit zu haben, ihren durchschnittlichen Gewinn pro Stunde zu optimieren.
Des Weiteren sind für gewöhnlich zu jeder Tageszeit Pokerspieler online, sodass man fast immer Mitspieler findet.
Beide Aspekte zusammen führen dazu, dass ein Spieler beim Onlinepoker pro Tag weit mehr einzelne Runden spielen kann als in Casinos. Dadurch können Onlinespieler relativ schnell den Rückstand in Spielerfahrung gegenüber Offline-Spielern aufholen, die teilweise schon seit mehreren Jahrzehnten professionell spielen.
Onlinepoker hat jedoch auch einige Nachteile. So versuchen die großen Anbieter, Anfänger zu ködern, und vermitteln ihnen den Eindruck, dass das Spiel sehr leicht zu erlernen ist. Oftmals wird auch betont, dass es kostenlos ist, das gilt jedoch nur für Spielgeldtische, bei denen das Spielniveau noch dazu meist deutlich niedriger ist als bei Echtgeldtischen. Zudem besteht die Gefahr, dass der Spieler von seinen Mitmenschen isoliert wird. Ein weiterer Kritikpunkt ist, dass viele Aspekte, die Poker von anderen Kartenspielen unterscheiden, wegfallen wie beispielsweise, dass die Verhaltensweise des Gegners bei Mimik und Gestik nicht gelesen werden kann.
Der Anbieter finanziert sich darüber, dass er von jedem Pot oberhalb einer bestimmten Größe einen Anteil einbehält. Dieses so genannte Rake ist auch in Casinos üblich und bewegt sich zwischen 4 und 20 Prozent der Potgröße.
Daneben gibt es aber auch Spiele um virtuelles Spielgeld.
Viele Spieler verwenden Programme, die parallel auf ihren Rechnern laufen und dem Spieler detaillierte Informationen über statistische Wahrscheinlichkeiten geben und ihn teilweise bei Routinerechnungen entlasten.
Die Einsätze bewegen sich dabei in einer großen Bandbreite von Limits wie 2 Cent bis hin zu einer Größe des Big Blinds von 2.000 US-Dollar.
Die Legalität von Onlinepoker ist in vielen Rechtsordnungen fraglich. Das deutsche Strafrecht gestattet das Betreiben von Glücksspielen grundsätzlich nur mit einer entsprechenden Konzession. Sowohl das Anbieten (§ 284 StGB) als auch die Teilnahme (§ 285 StGB) an einem nicht genehmigten Glücksspiel sind grundsätzlich mit Strafe bedroht, dies gilt auch für Onlinecasinos.

## Professionelles Poker

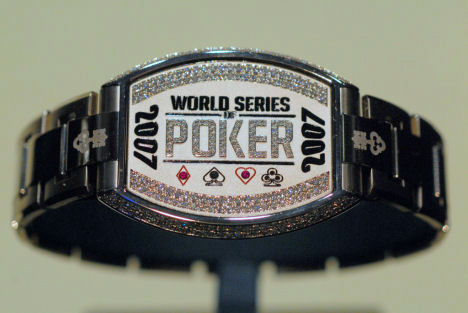
Ein Bracelet ist die anerkannteste Trophäe im professionellen Poker

Es gibt Spezialisten, die mit dem Pokerspiel so viel Geld verdienen, dass sie davon leben können. Das bedeutet, dass diese Spieler über weite Strecken einen Stundengewinn haben, der dem Stundenlohn eines Arbeitnehmers mindestens gleichkommt. Besonders geeignete Spielvarianten für professionelles Poker sind die Formen, bei denen viele Hände gespielt werden und die Gebühren für das Casino niedrig sind.

### Einnahmequellen
Viele professionelle oder semi-professionelle Spieler erzielen den größten Teil ihrer Einnahmen beim Onlinepoker. Das hat den Grund, dass man sich die Spielzeiten flexibel einteilen kann, da zu jeder Zeit Mitspieler verfügbar sind und der Spieler deshalb nicht auf bestimmte Turniere oder Cash Games in Spielbanken oder seltener im privaten Bereich angewiesen ist, die zu einer ganz bestimmten Zeit stattfinden. Dadurch lässt sich das Budget für den Spieler besser planen. Gerade aber durch die fehlende Möglichkeit, Mimik, Gestik und Verhalten der Gegenspieler zu beobachten und zu analysieren, wird der spielerische Leistungsunterschied zwischen den einzelnen Spielern geringer. Dagegen ist es möglich, mehr Hände pro Stunde zu spielen, da man mehrere Tische gleichzeitig spielen kann und es keine Wartezeiten gibt, die durch menschliche Dealer verursacht werden. Da man als professioneller Spieler davon ausgeht, einen prinzipiellen Vorteil zu haben, bedeuten mehr Hände pro Stunde auch einen höheren Gewinn pro Stunde.
Der größte Teil der Spieler, der seinen Unterhalt mit Poker bestreitet, hat sich auf Cash Games spezialisiert. Diese Spielart hat den Vorteil, dass die Spieler relativ zu den Blinds einen größeren Stack haben, was die Komplexität des Spiels und damit auch die Gewinnraten guter Spieler erhöht. Ein weiterer Grund, weshalb Cash Games oft bevorzugt werden, liegt darin, dass der Spieler zu jeder Zeit aussteigen kann und die Spielzeiten somit flexibler gestaltbar sind. Bei Turnieren muss man oft Stunden spielen, größere Live-Events gehen gar über Tage.
Nur wenige professionelle Pokerspieler sind Turnierspieler, da bei Turnieren unter anderem der Glücksfaktor deutlich höher ist. Dies liegt daran, dass durch die relativ kleinen Stacks im Verhältnis zu den Blinds nur wenige Entscheidungen getroffen werden können. Andererseits ist der durchschnittliche Turniergegner deutlich schlechter als der durchschnittliche Cashgamegegner. Viele Turnierspieler verdienen ihr Geld gar nicht durch den Turniererfolg, sondern durch Verdienste aus Sponsorverträgen. Dies ist im begrenzten Umfang auch in Online-Cash-Games möglich.
In den Jahren 2002, 2003, 2004, 2005 und 2006 wurde das Main Event, das Hauptturnier der World Series of Poker, von Amateurspielern gewonnen. Dies zeigt, dass gerade im Turnierspiel die unbekannten Spieler den großen Pokerstars während einer einzelnen Meisterschaft nicht zwingend unterlegen sein müssen.

### Bedeutende Spieler

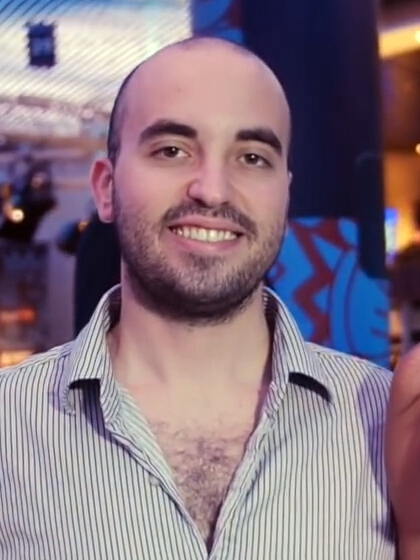
Bryn Kenney zählt zu den erfolgreichsten Turnierspielern weltweit

Durch den Glücksfaktor, den Poker mit sich führt, ist es schwer oder gar unmöglich zu beurteilen, wer der weltbeste Spieler ist, da kein Spieler zu jeder Zeit perfekt spielt und es bisher nicht gelungen ist, die meisten Pokerspiele mathematisch zu analysieren oder auch nur ein Näherungsverfahren für gute Entscheidungen anzugeben. Dennoch gibt es eine gewisse Anzahl an Spielern, die über Jahre hinweg durch besonders herausragende Leistungen in bestimmten Bereichen auf sich aufmerksam machen konnten.
Abgesehen davon gibt es selbst bei professionellen Spielern nur eine geringe Zahl, die sich nicht auf eine bestimmte Spielvariante spezialisiert haben. International wurde oftmals der aus den Vereinigten Staaten stammende David „Chip“ Reese als der beste Allrounder bezeichnet, was durch den Gewinn eines der renommiertesten Pokerturniere, der Poker Player’s Championship, bei der fünf Pokervarianten im Wechsel gespielt werden, unterstrichen wurde.
Gemessen an Siegen bei der World Series of Poker ist der US-Amerikaner Phil Hellmuth der erfolgreichste Spieler. Seit 1989 gewann er insgesamt 17 Turniere, womit er vor Doyle Brunson, Johnny Chan und Phil Ivey liegt, die jeweils 10 Turniersiege für sich verbuchen können.
Der nach Turniergewinnen erfolgreichste Spieler ist Bryn Kenney, der sich in seiner Karriere mehr als 65 Millionen US-Dollar erspielt hat. Erfolgreichster deutscher Spieler ist Fedor Holz, der weltweit gesehen lange in den Top 5 lag. Eine große Bedeutung vor allem für Onlinepoker erlangte der US-Amerikaner Chris Moneymaker, der 39 US-Dollar bei PokerStars einzahlte und daraus 2003 beim Main Event der World Series of Poker 2,5 Millionen US-Dollar machte. Diese Geschichte wird seitdem von PokerStars oft als Werbung genutzt und führte zu einem Pokerboom.

### Steuerliche Behandlung von Pokergewinnen in Deutschland
Die Rechtsprechung des Bundesfinanzhofs bestätigt die Steuerpflicht professioneller Pokerspieler in bestimmten Fällen. In Deutschland hängt die steuerliche Behandlung von Pokergewinnen davon ab, ob die betreffende Person als Gelegenheitsspieler oder als Berufsspieler gilt. Gelegenheits- bzw. Hobbyspieler, die unregelmäßig und ohne Gewinnerzielungsabsicht spielen, erzielen nach herrschender Auffassung keine steuerpflichtigen Einkünfte. Wird Poker nachhaltig, planmäßig und mit dem Ziel der Gewinnerzielung betrieben, kann das Finanzamt von einer gewerblichen Tätigkeit ausgehen. Dies betrifft insbesondere Spieler, die regelmäßig an Turnieren teilnehmen, Onlinepoker als Haupteinnahmequelle nutzen oder ihren Lebensunterhalt überwiegend durch Pokerspiele bestreiten. 

## Künstliche Intelligenz
Es wurde als große Herausforderung angesehen, eine künstliche Intelligenz zu erstellen, die auch gegen professionelle Pokerspieler bestehen kann. Auf dem Gebiet des Schachspiels können heute selbst PC-Programme auf Standardhardware die allermeisten Spieler problemlos schlagen. Für die Computer begünstigend ist, dass Schach ein Spiel mit vollständiger Information ist, das heißt, beide Spiel-Parteien verfügen über alle Informationen über den Spielstand. Die Fähigkeit von Computern, Millionen von möglichen Zugkombinationen im Voraus zu berechnen und vorausschauend abrufen zu können, ist deshalb der menschlichen Fähigkeit zum abstrakten taktischen Denken meist überlegen. Beim Poker kennt der Computer jedoch nur seine eigenen Karten. Er muss aus dem (keinen festen Regeln unterworfenen) Setzverhalten des Gegners die Stärke seines Blatts ableiten, Bluffs erkennen und selbst möglichst vorteilhaft setzen, ohne dabei berechenbar zu werden, da berechenbares Verhalten vom Gegner ausgenutzt werden kann. Aus diesen Gründen wurde Poker in letzter Zeit für Spieltheoretiker immer interessanter.
Der Poker-Spielbaum gilt als nicht berechenbar, da {\displaystyle 10^{160}} mögliche Entscheidungen kalkuliert werden müssten – mehr als Atome im Universum.

### Vorentwicklung
- Im Juli 2006 traten im Rahmen der Jahreskonferenz der amerikanischen KI-Forscher in Boston die besten Pokercomputer gegeneinander an. Im Juli 2007 spielte das von einem Team der University of Alberta entwickelte Programm Polaris in Vancouver gegen die beiden Pokerprofis Ali Eslami und Phil Laak. Dabei wurden in vier Sitzungen insgesamt 1995 Hände $10/$20 Limit Texas Hold’em gespielt. Um den Glücksfaktor zu vermindern, wurden jeweils zwei parallele Heads-Up-Matches mit umgekehrter Kartenverteilung gespielt. Die menschlichen Spieler gewannen knapp, sie erzielten ein Plus von 395 $.[23]
- Im Juli 2008 gewann Polaris gegen die Pokerprofis Nick Grudzien, Kyle Hendon, Rich McRoberts, Victor Acosta, Mark Newhouse, IJay Palansky und Matt Hawrilenko unter den gleichen Bedingungen (allerdings mit $1000/$2000 Limit) nach sechs Sitzungen mit 3,5:2,5 (drei Siege, ein Unentschieden, zwei Niederlagen) und erzielte ein Plus von 195000 $.[24]

### Sieg der Maschinen
Anfang 2017 gelang es erstmals zwei Teams mit „DeepStack“ und „Libratus“ – zwei unterschiedlich konzipierte KI-Programme – im Spiel „Eins-gegen-Eins“ gegen Profispieler zu gewinnen (in der turnierüblichen Variante Texas Hold’em Heads-Up No Limit, d. h. zwei Spieler mit je zwei verdeckten Handkarten):

- Die auf Deep Learning basierende Künstliche Intelligenz „DeepStack“ (University of Alberta, Universität Prag) spielte zunächst zehn Millionen Pokerpartien gegen sich selbst. Das neuronale Netz entwickelte eigenständig sowohl das Bluffen als auch eine Art von Intuition, so dass lediglich sieben Spielzüge vorauszuberechnen waren, um menschliche Spieler schlagen zu können. Im Dezember 2016 wurden in 3000 Partien 10 der 11 Profispieler deklassiert. Das Programm ist auf einem Laptop einsatzfähig und vergleichbar mit AlphaGo.
- Die auf Counterfactual Regret Minimization basierende Künstliche Intelligenz „Libratus“ (Carnegie Mellon University) ermittelt auf Basis eines stark beschnittenen Entscheidungsbaums den optimalen Spielzug. Es benötigt dazu einen Supercomputer; auch konnte das Programm nach jedem Spieltag manuell nachjustiert werden. Der im Vergleich beste Pokerprofi, d. h. mit dem geringsten Verlust gegen die KI, Dong Kim, beschrieb das Spiel gegen Libratus „als spiele man gegen jemand, der betrüge, als ob es meine Karten sehen könne“.

## Mediale Verwendung

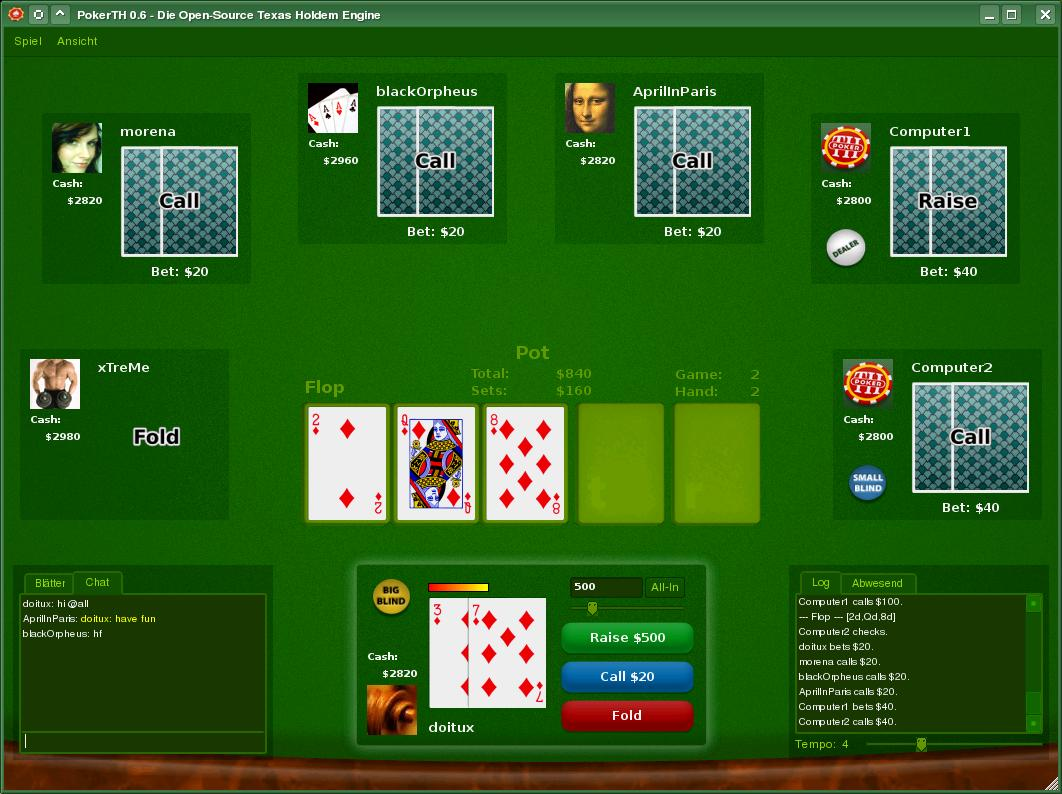
Screenshot des AGPL-lizenzierten Pokerspiels PokerTH

### Videopoker
Videopoker kann in Casinos an speziellen Automaten, den einarmigen Banditen, gespielt werden. Das Spiel ähnelt der Variante Five Card Draw, mit den Unterschieden, dass schon vor dem Erhalten der ersten fünf Karten Geld gesetzt wird und dass die Karten nur einmal getauscht werden können. Falls man am Ende mindestens ein Paar Buben hat, bekommt man von dem Automaten Geld ausbezahlt. Der Bankvorteil liegt je nach Automat bei etwas unter zwei Prozent.
Die ersten Automaten wurden Mitte der 1970er-Jahre in den Casinos eingeführt, eine positive Resonanz unterstützte in der Folge eine weitere Ausbreitung. Heute sind auch im Handel kleine Geräte erhältlich, mit denen Videopoker gespielt werden kann.

### Videospiele
Infolge des Pokerbooms erschienen in den letzten Jahren einige Computer- und Videospiele, in denen der Benutzer virtuell pokern kann. Besonders wichtig ist dabei die Qualität der künstlichen Intelligenz der Gegenspieler. Die bekannteste Serie, die auch in Europa veröffentlicht wurde, ist dabei die World Series of Poker-Serie von Activision.

### Fernsehen
Seit einiger Zeit erleben Pokerübertragungen im Fernsehen einen Aufschwung, was zur Folge hat, dass immer mehr Turniere ausgetragen und auch in Deutschland ausgestrahlt werden. Da Turniere, die in der Variante No Limit Texas Hold’em gespielt werden, das größte Zielpublikum ansprechen, werden fast ausschließlich Formate in dieser Variante produziert. Der Vorteil von Texas Hold’em ist, dass sie für Anfänger schnell zu erlernen und weniger komplex als andere Varianten ist. Eine andere Theorie besagt, dass Texas Hold’em seine Beliebtheit vor allem der Tatsache verdankt, dass der Glücksfaktor bei dieser Variante am geringsten ist.
Bei Fernsehübertragungen sieht der Zuschauer durch spezielle Kameras, die in den Tisch integriert sind, die Karten der Spieler. Dadurch können sie beobachten, wie professionelle Spieler ihre Blätter spielen und haben so die Möglichkeit, ihr eigenes Spiel zu verbessern. Außerdem wird oftmals eine Wahrscheinlichkeit eingeblendet, die angibt, wie hoch die Chance eines Spielers ist, dass dieser die aktuelle Hand gewinnt. Dabei wird angenommen, dass alle Spieler ihre Hand bis zur letzten Karte halten. Daneben kommentiert ein Moderator die verschiedenen Spielzüge und das Setzverhalten so, dass die Aussage auch für Anfänger verständlich ist.
Im deutschen Fernsehen überträgt hauptsächlich Sport1 Pokerprogramme. Des Weiteren produzierte das Deutsche Sportfernsehen (im April 2010 in Sport1 umbenannt) eigene Formate, wie etwa die DSF Poker-Schule, Pokerstars.de Online Show oder DSF Poker-Champion. Außerdem veranstaltete der Sender ProSieben regelmäßig Pokernächte im Rahmen der Unterhaltungsshow TV total, bei denen fünf Prominente und ein Onlinequalifikant um ein Preisgeld von insgesamt 100.000 € spielten.

### Spielfilme, Oper und Ballett
In vielen nordamerikanischen Spielfilmen und Fernsehserien veranstalten die Darsteller ein Pokerspiel. Das wird hauptsächlich deshalb gemacht, um das Klischee des Durchschnittsbürgers zu unterstreichen und die Handlung dabei weiterzutreiben. Als Beispiele sind die Sitcoms Roseanne, King of Queens und Malcolm mittendrin sowie die Fernsehserien Desperate Housewives und Raumschiff Enterprise: Das nächste Jahrhundert zu nennen.
Dem entgegen stehen Spielfilme, bei denen das Pokerspiel ein zentrales Element des Handlungsstrangs darstellt. Beispiele hierfür sind Produktionen wie Rounders, Cincinnati Kid, Glück im Spiel, Maverick, James Bond 007: Casino Royale oder Bube, Dame, König, grAs.
Auch in Opern und im Ballett werden gelegentlich Pokerszenen gezeigt, in denen sich die Figuren an Stelle eines Kampfs waffenlos duellieren. So geschehen ist das im Ballett Jeu de Cartes von Igor Strawinski und in der Oper La fanciulla del West von Giacomo Puccini.

## Sonstiges
- Das Gerücht, Österreich hätte Poker als Geschicklichkeitsspiel eingestuft, ist nicht richtig und rührt wahrscheinlich daher, dass im Jahre 1995 der Verwaltungsgerichtshof einem Einspruch Recht gab, dass die Finanzbehörde zu beweisen hat, dass es sich bei Seven Card Stud um ein Glücksspiel handelt, nötigenfalls mit einem Sachverständigengutachten. Der Verwaltungsgerichtshof der Republik Österreich hat 2005, aufgrund eines ebensolchen Gutachtens entschieden, dass Poker und seine Spielvarianten Seven Card Stud, Texas Hold’em und Five Card Draw Glücksspiele und somit keine Geschicklichkeitsspiele seien, da der Zufallscharakter überwiege.
- Eng verwandt mit Poker ist das steirische Kartenspiel Einundvierzig, das zeitweise auch in einigen österreichischen Spielbanken angeboten wurde.
- Poker wird heute in Italien als Bezeichnung für vier Tore eines Spielers in einem Fußballspiel benutzt.
- Die bekannte Phrase „Ich will sehen“ stammt aus dem Draw Poker und gibt an, dass ein Spieler sein Blatt für gut genug hält, um die Hand des Gegners zu schlagen.